# Werner Bruning
Werner Bruning (* im 20. Jahrhundert) ist ein deutscher Bildhauer, der in den Städten Rheine und Emsdetten (beide Kreis Steinfurt, Nordrhein-Westfalen) lebt und arbeitet. Seine Bronze-Skulpturen, die u. a. Handwerker darstellen, befinden sich im öffentlichen Raum.

## Werke

### Bronze-Skulpturen im öffentlichen Raum
- in Angermünde,  Die Heiden von Kummerow, (2019)
- in Barleben (Landkreis Börde in Sachsen-Anhalt) die Bronze-Skulptur Schmied[1]
- in Calau (Landkreis Oberspreewald-Lausitz, Brandenburg) sieben Bronzeskulpturen entlang des Witzerundwegs
- in Legden (Kreis Borken) die Bronze-Skulptur Ritter Bruno[2]
- in Mesum, einem Stadtteil von Rheine, die Bronze-Skulptur Schmachtlappen und Feldpogge
- in Neuenkirchen (Kreis Steinfurt) das Holzschuhmacher-Denkmal, eine Bronze-Skulptur
- in Wolmirstedt (Landkreis Börde) die Bronze-Skulptur Gerber mit Gerberbaum[3]

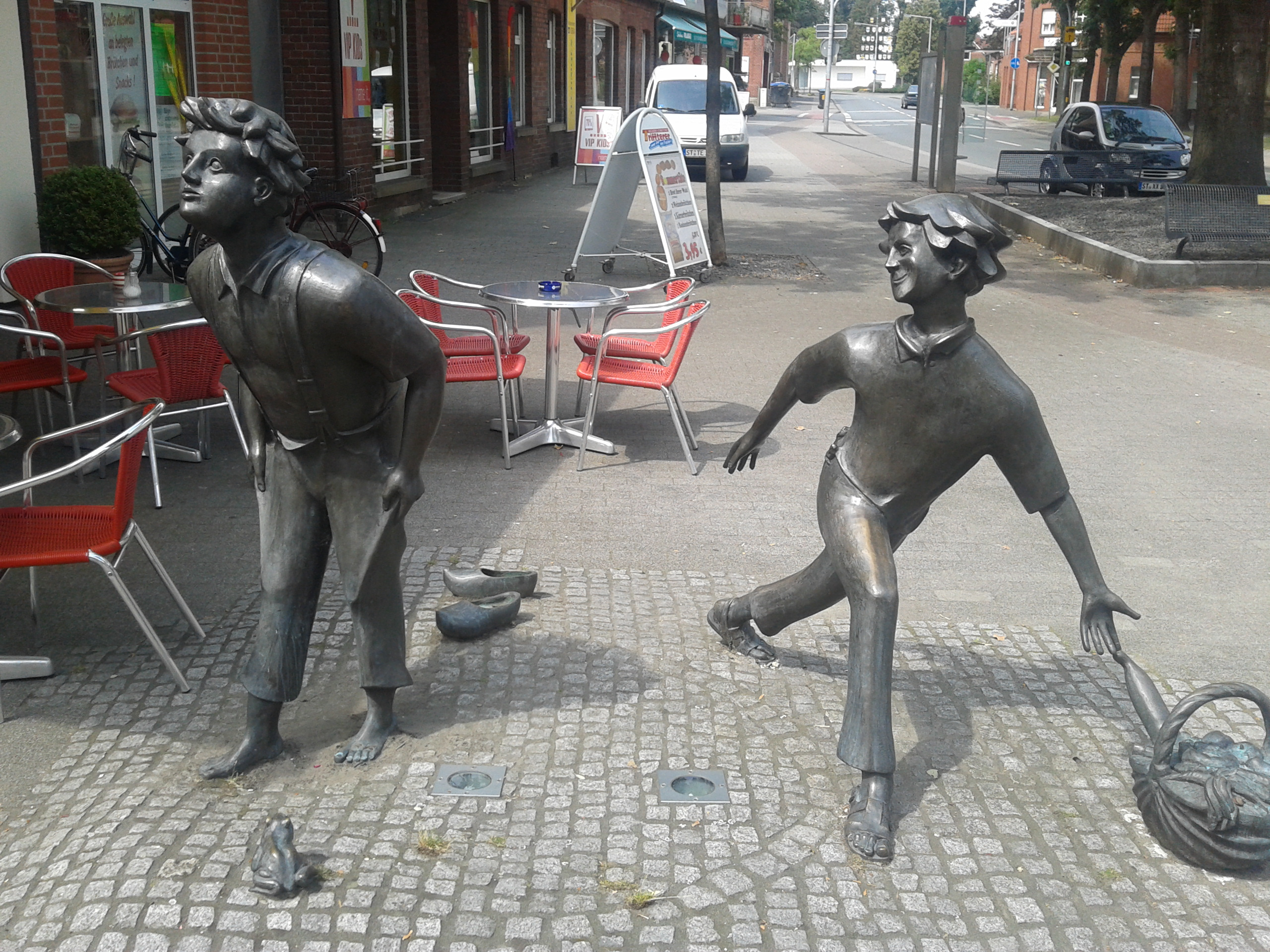
Schmachtlappen und Feldpogge, (Bronze-Skulptur) in Mesum, einem Stadtteil von Rheine
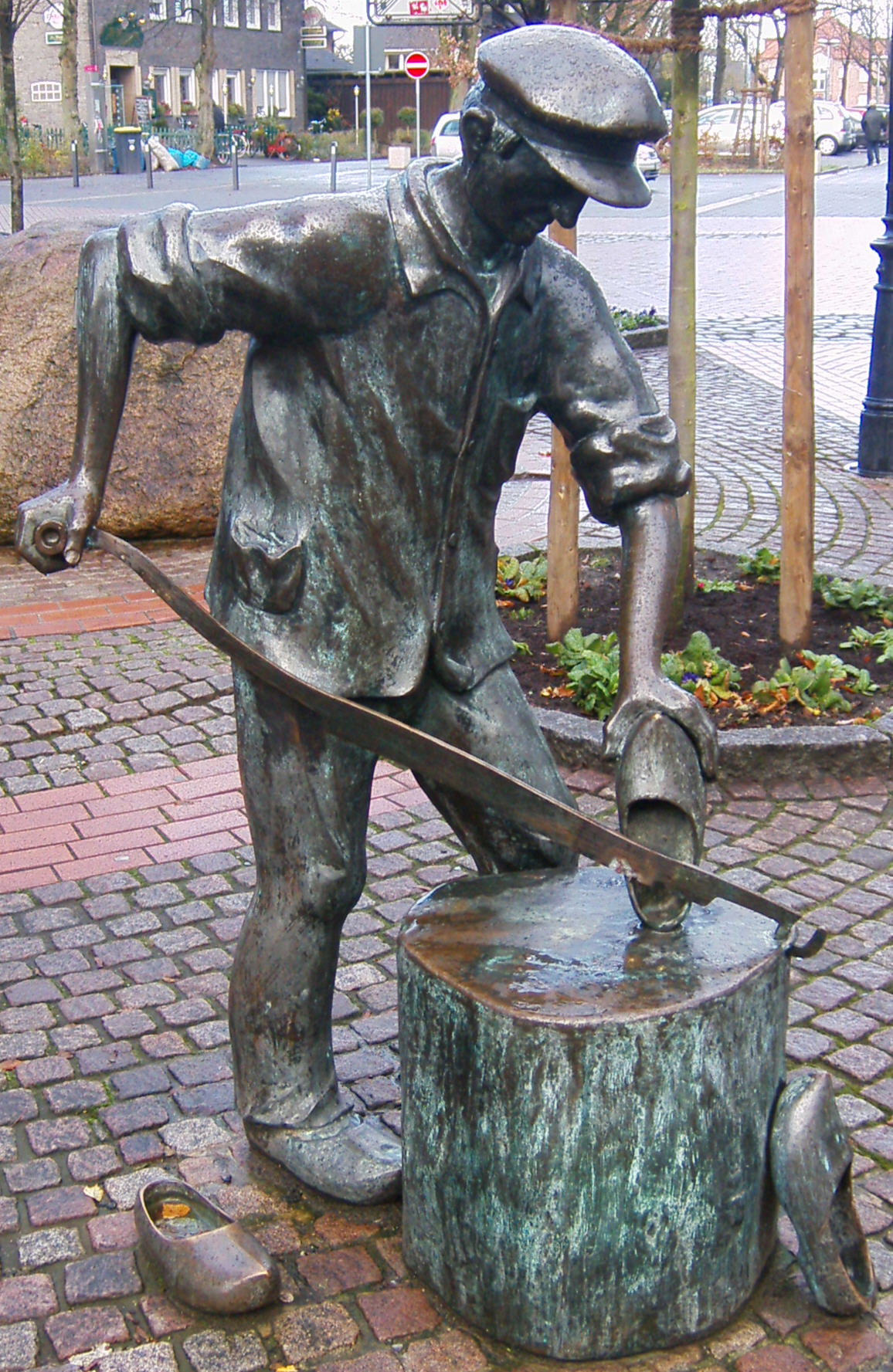
Holzschuhmacher-Denkmal (Bronze-Skulptur) in Neuenkirchen (Kreis Steinfurt)
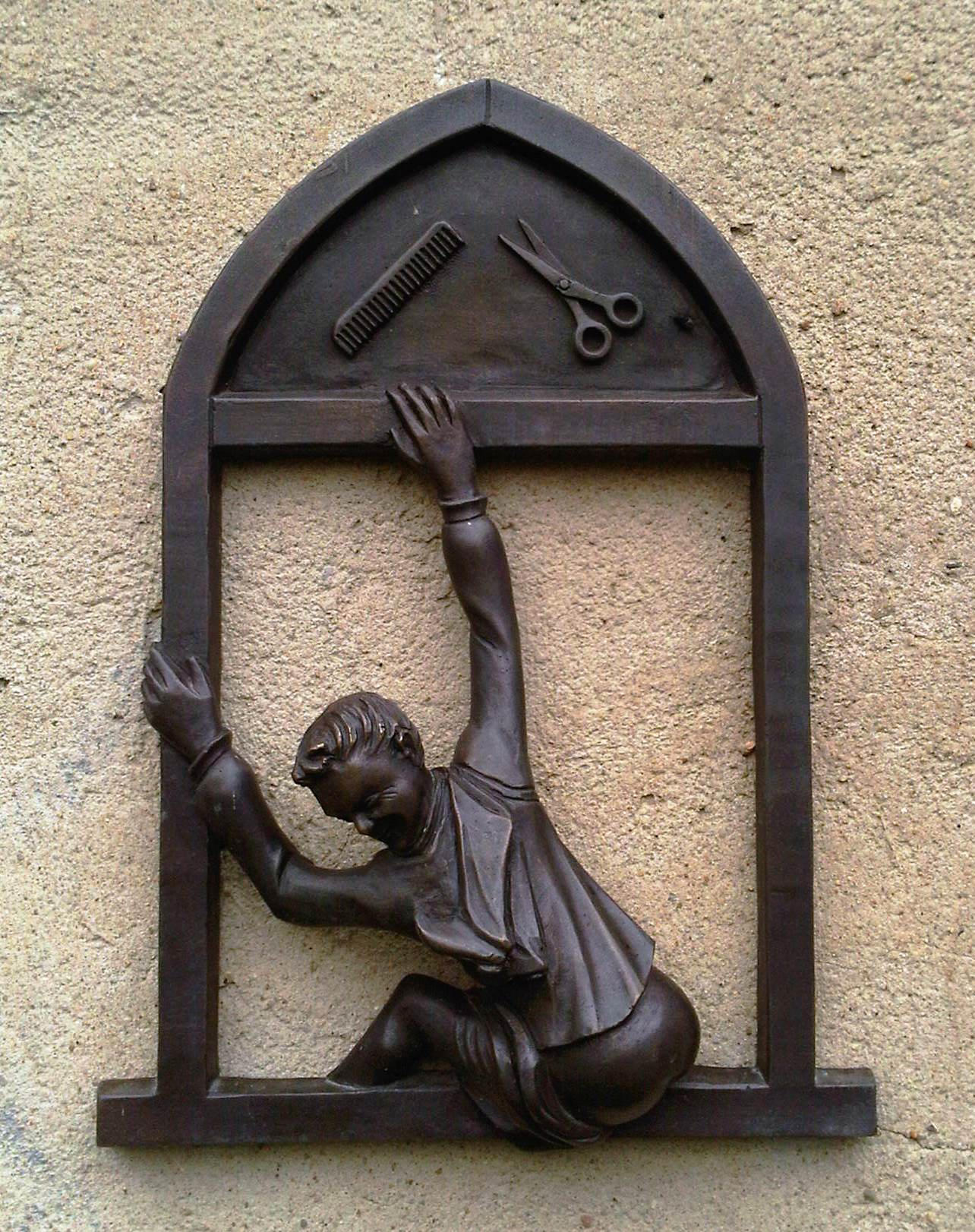
Schusterjunge, eine von 7 Bronzeskulpturen am Witzerundweg in Calau (Schlossstraße 29–30)
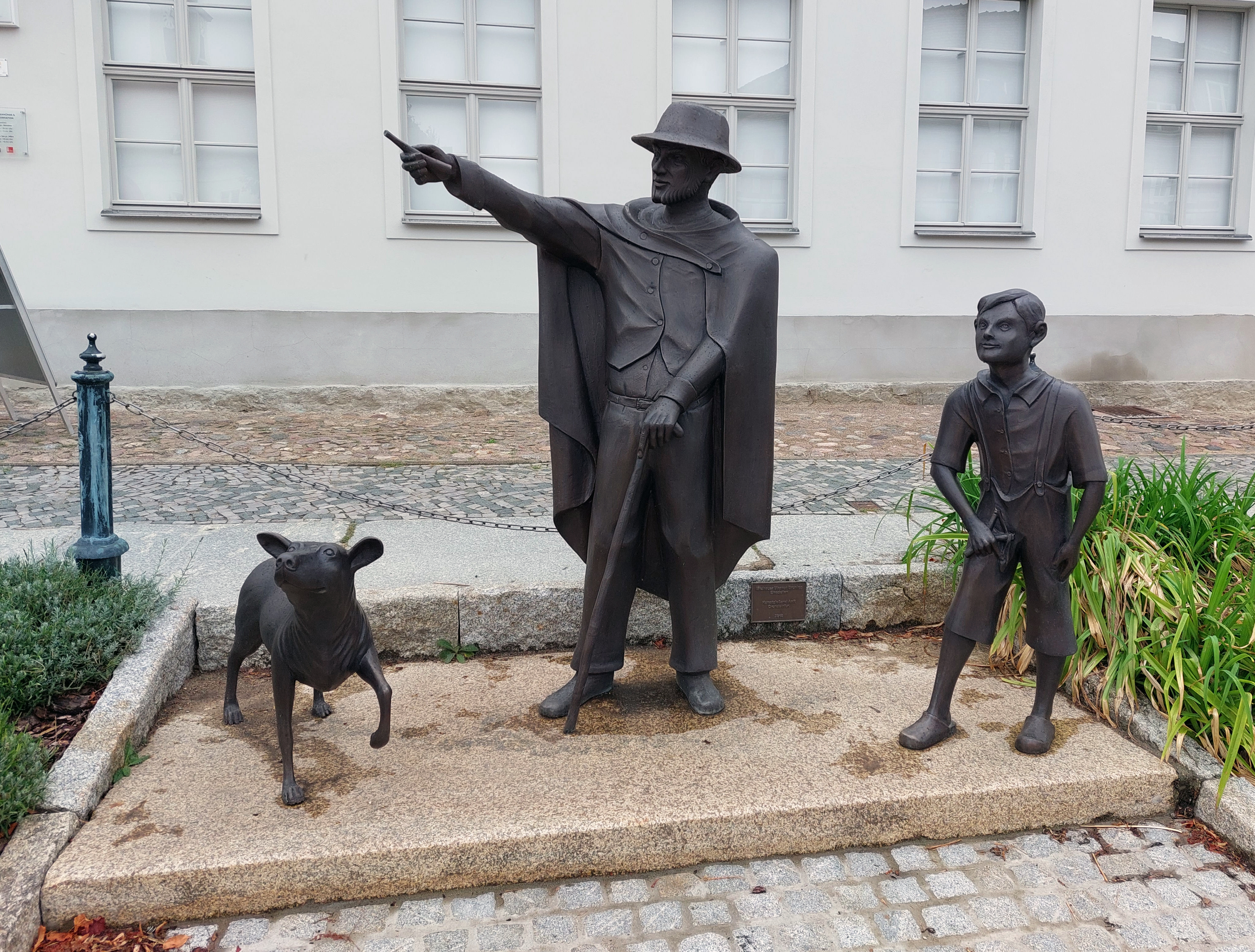
Die Heiden von Kummerow in Angermünde (2019)